# Venansault
Venansault är en kommun i departementet Vendée i regionen Pays de la Loire i västra Frankrike. Kommunen ligger i kantonen La Roche-sur-Yon-Nord som tillhör arrondissementet La Roche-sur-Yon. År 2022 hade Venansault 4 743 invånare.

## Befolkningsutveckling
Antalet invånare i kommunen Venansault
| Referens: INSEE |